# Hafen Neum
Der Hafen Neum ist ein Naturhafen am Mittelmeer und der einzige Seehafen von Bosnien und Herzegowina.

## Geographie
Die Hafenanlagen von Neum in der Herzegowina liegen an der östlichen Adria in den Buchten Lopata und Luka Neum. Diese zweigen nördlich der kroatischen Halbinsel Pelješac vom Malostonski Kanal ab. Der Hafen ist durch die umliegenden Höhenzüge klimatisch besonders geschützt.
Es gibt mehrere, den jeweiligen Zwecken speziell angepasste Hafenteile: 
- Karte mit allen Koordinaten:
- OSM |
- WikiMap

| Hafenteil  | Hafentyp | Lage | Kailänge                            | Tiefe  | Verwendung und Ausstattung                                                         |
| ---------- | -------- | ---- | ----------------------------------- | ------ | ---------------------------------------------------------------------------------- |
| Stadt Neum | Lände    | ⊙    | 100 + 38 + 40 m Kaimauer            | k. A.  | Küstenwache, Leuchtturm 6 m, 2 Slipstellen, Landesteg 25 × 5 m                     |
| Opuće      | Lände    | ⊙    | 25 m Kai + 2 × 35 m geböschtes Ufer | k. A.  | Fischerei, Bootssteg, Wirtschaftsgebäude 60 m², 500 m² Freilagerfläche, Slipstelle |
| Školj      | Lände    | ⊙    | 65 m geböschtes Ufer                | k. A.  | Schüttgüter, Dalben, 1600 m² Freilagerflächen, Mobilbagger, Bootssteg              |
| (Neubau)   | -        | ?    | (geplant)                           | (27 m) | (in Planung bis 2030: Containerbrücke 65 t, Freilagerflächen, Ölhafen)             |

## Geschichte

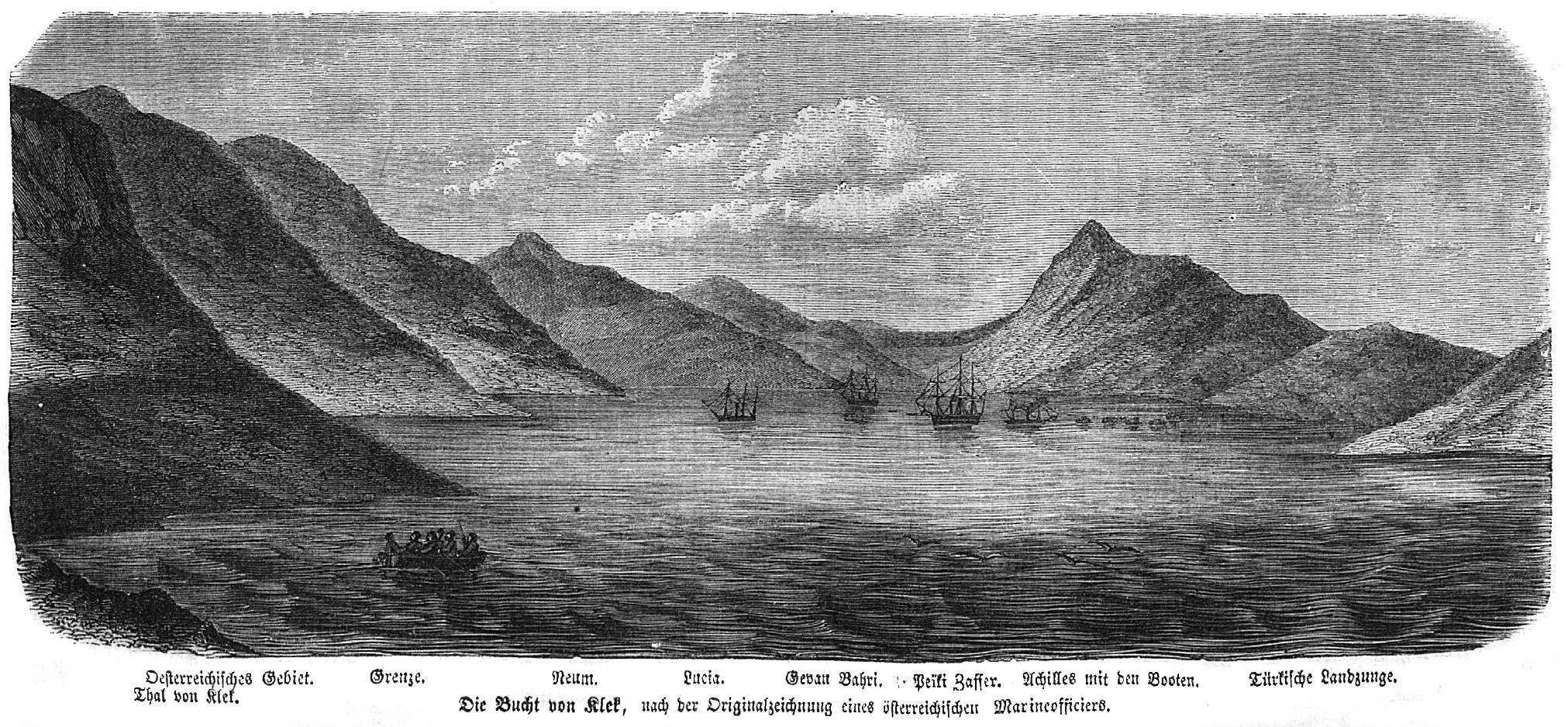
Blick von Nordwesten (1858)

Die geschützte Bucht bei Neum wurde bereits in der Antike von den Illyrern als ein natürlicher Hafen genutzt, wie die Funde zahlreicher Grabstätten belegen. Eine genauere Zeitstellung ist bisher nicht möglich, da archäologische Forschungen noch ausstehen. Nach dem Zerfall Ostroms war die Gegend lange Zeit in venezianischer Hand und wurde im Mittelalter zu einem ständigen Konfliktherd zwischen den Republiken Venedig und Ragusa (Dubrovnik). 1699 kam Neum unter den Einfluss des Osmanischen Reichs, das damit einen Zugangskorridor zur Adria erhielt. Die Österreichisch-Ungarische Besetzung Bosniens und Herzegowinas beendete 1878 die osmanische Epoche. Der Ort kam zunächst an Österreich-Ungarn und wurde 1918 Teil des Königreichs Jugoslawien. Nach den Wirren des Zweiten Weltkrieges kam das Gebiet zu Titos Sozialistischer Republik Jugoslawien. In den 1990er Jahren, nach dem Ende des Bosnienkrieges, verblieb der Korridor zur Adria bei Bosnien und Herzegowina und ist heute dessen einziger Zugang zum Mittelmeer. Gleichzeitig teilt er Dubrovnik vom Rest des kroatischen Staatsgebietes ab. Mit zwölf Meilen besitzt Bosnien und Herzegowina nach Monaco die zweitkürzeste Küstenlinie der Welt.

## Beschreibung und Infrastruktur
Die Hafenanlagen sind auf drei Standorte verteilt und nur minimal ausgestattet. Da in der geschützten Bucht normalerweise nur mit etwa 30 bis 50 cm Tidenhub und Wellengang gerechnet werden muss, sind die Anlegestellen alle mit Niederkai ausgestattet oder haben lediglich geböschte Ufer. Die Zufahrtsrinne erreicht eine Wassertiefe bis zu 27 m, nicht jedoch die Anleger. Außer der Küstenwache nutzt hauptsächlich die Freizeitschifffahrt den touristisch geprägten Stadthafen. Der Anleger Opuće dient der Fischerei und in Školj werden sporadisch Schüttgüter sowie Baustoffe umgeschlagen. Es gibt insgesamt 2100 m² Freilagerflächen und einen kleinen Leuchtturm. Gelegentlich laufen NATO-Schiffe der 65-m-Klasse den Hafen an.
Bosnien und Herzegowina nutzt für den Güterumschlag bisher überwiegend den benachbarten Hafen von Ploče in Kroatien, da es dort einen Gleisanschluss gibt. Geplant  ist jedoch bis 2030 der Bau eines eigenen Handelshafens mit Öl- und Containerterminal. Die Containerbrücke soll von der chinesischen Zhenhua Port Machinery Company (ZPMC) bezogen werden und 65 t Tragfähigkeit besitzen. Der Standort für den Neubau ist noch nicht genauer festgelegt, eventuell an der Halbinsel Klek.

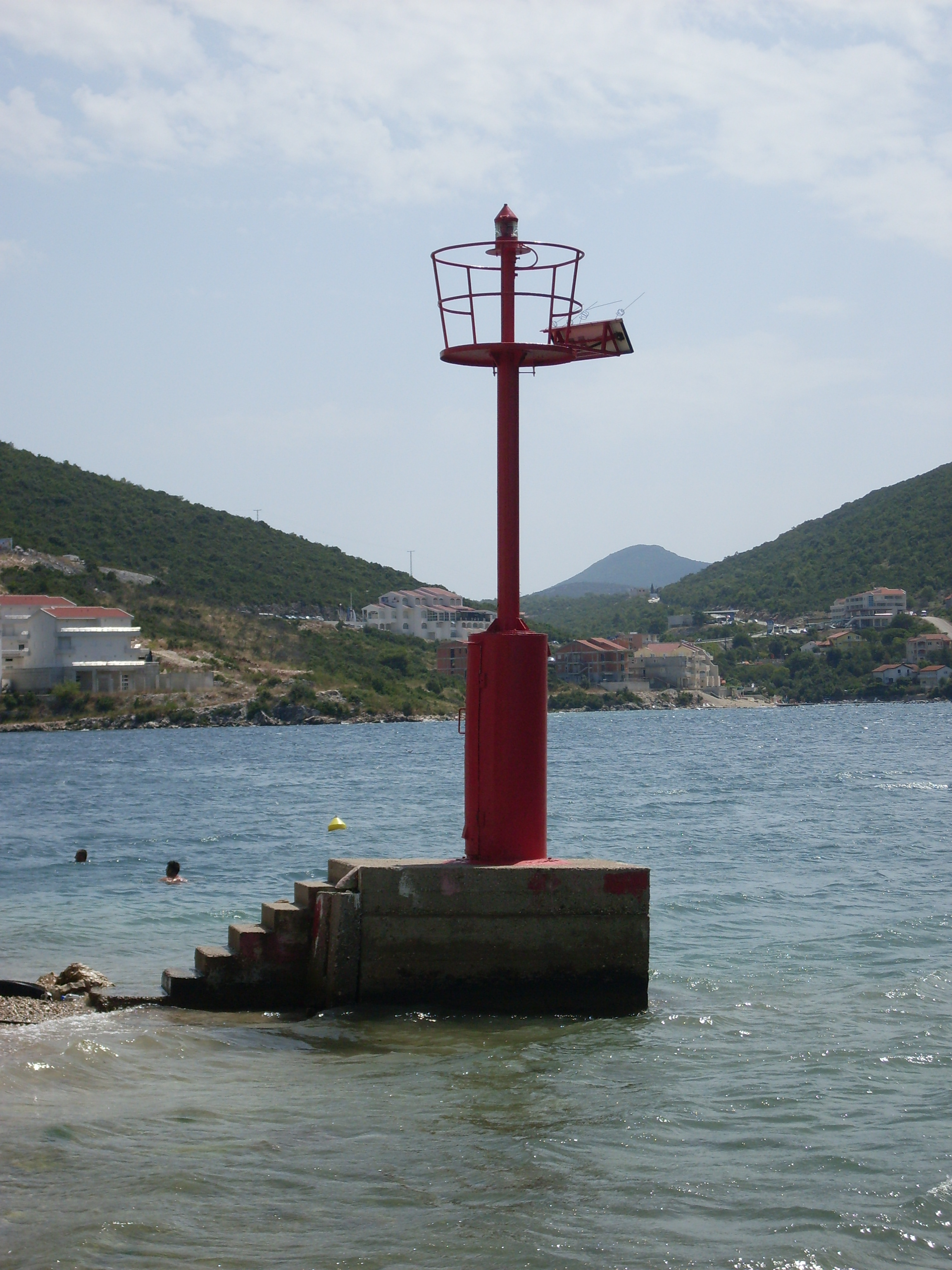
Leuchtturm mit Ausguck (2010)
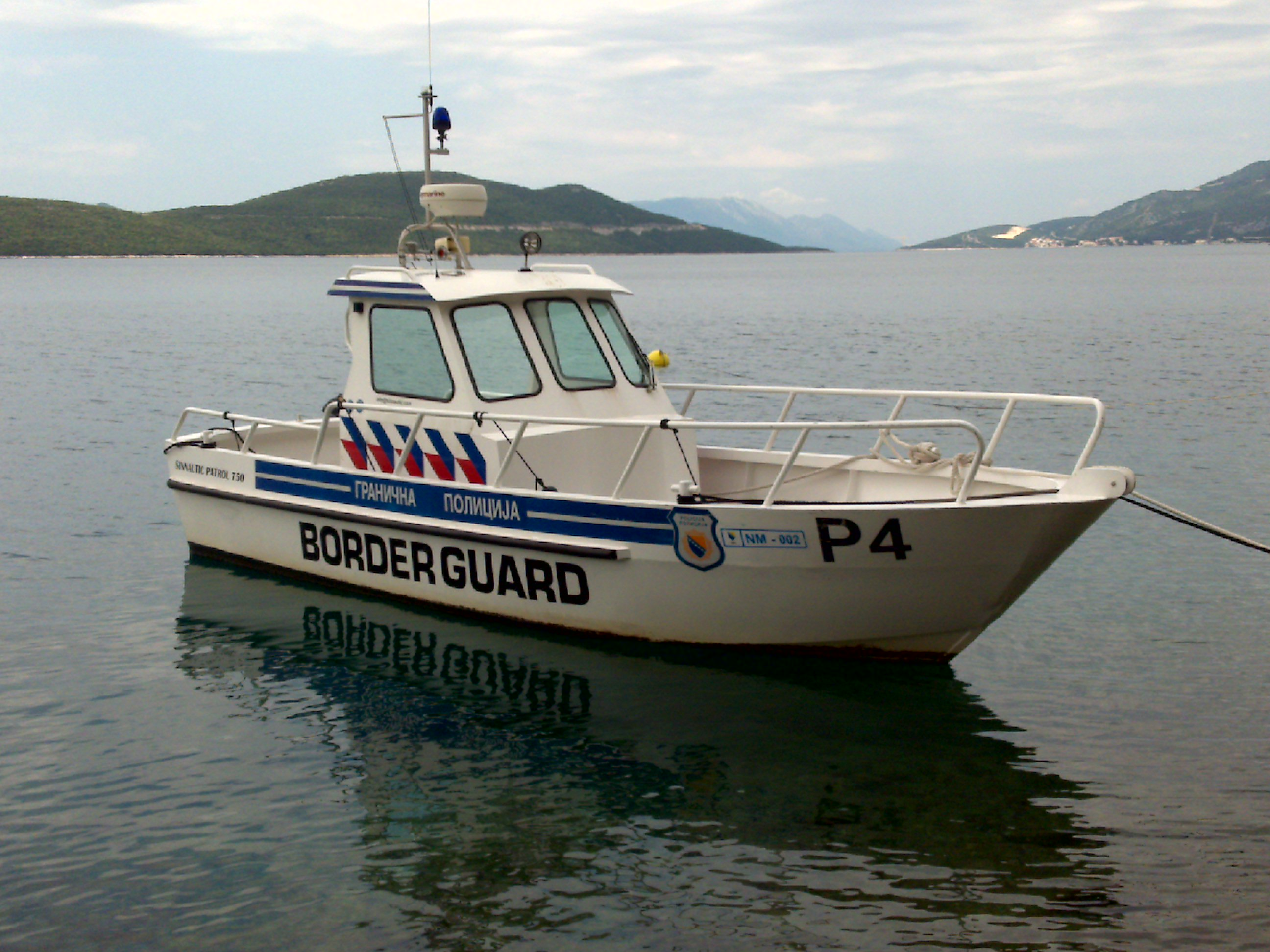
Küstenwache Bosnien-Herzegowina (2009)
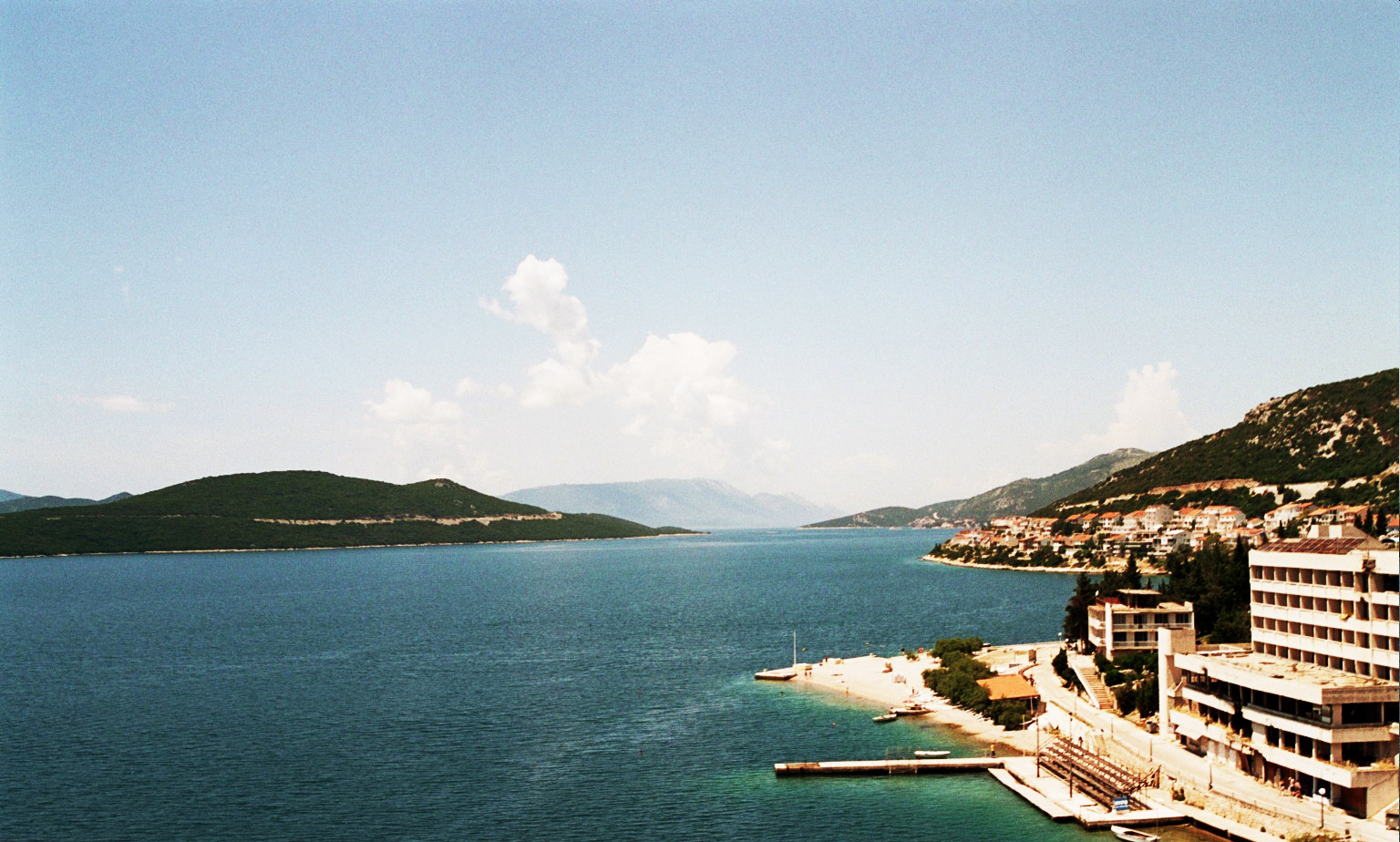
Anlegebrücke (2004)
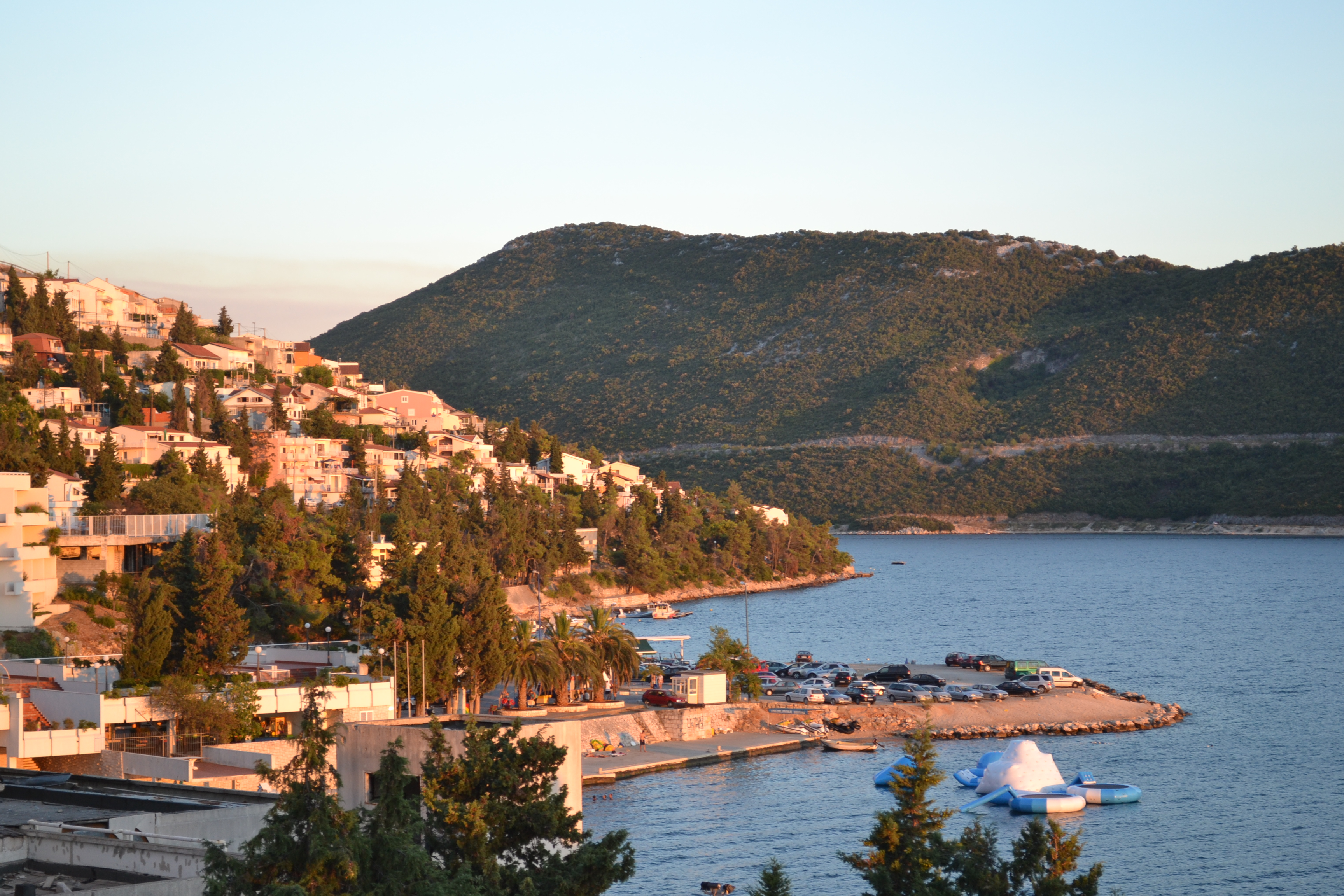
Niederkai, Blick von Westen (2012)
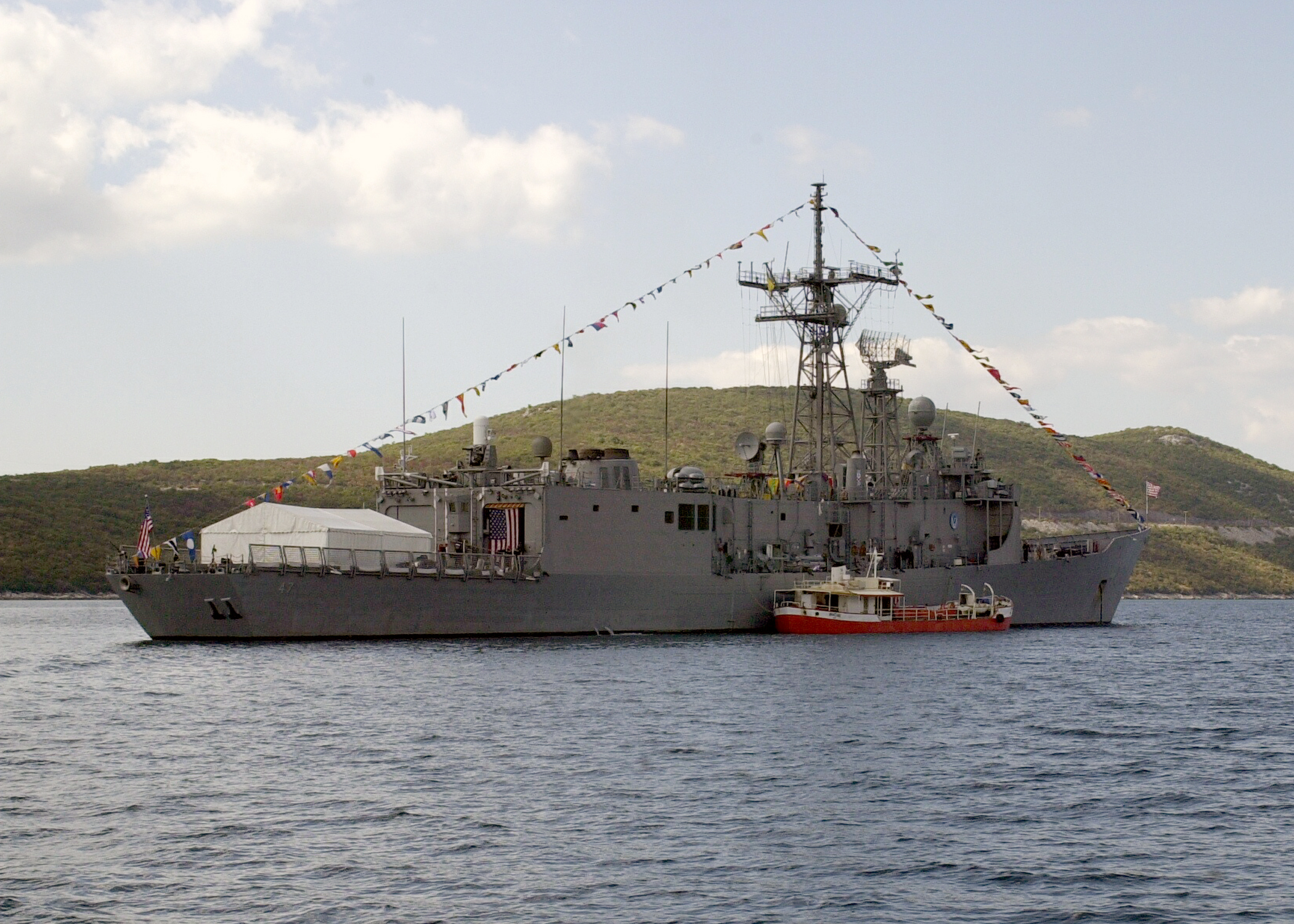
Die Nicholas im Hafen Neum (2003)